# Müller Fleisch
Die Müller Fleisch GmbH ist ein Unternehmen der Fleischwirtschaft mit Hauptsitz in Birkenfeld bei Pforzheim. Das Unternehmen ist im Besitz der Nachfahren des 2022 verstorbenen Unternehmensgründers Horst Müller.
Das Unternehmen ist Teil der Müller Gruppe mit insgesamt ca. 2000 Mitarbeitern und Standorten in Bayern sowie Baden-Württemberg. Mit einem Gesamt-Umsatz von 1,073 Milliarden Euro (2023) gehört die Gruppe zu den zehn umsatzstärksten Unternehmen der Fleischwirtschaft und rangiert unter den zehn größten Rinder- sowie unter den zehn größten Schweineschlachtern in Deutschland.

## Geschichte
1959 gründete Horst Müller (1938–2022) das Unternehmen, zunächst als Fleischhandelsunternehmen. Seine Eltern Emil and Mathilde Müller betrieben zu dem Zeitpunkt bereits ein Viehhandelsunternehmen am städtischen Schlachthof in Pforzheim. Vor der Unternehmensgründung absolvierte Horst Müller eine Lehre zum Fleischer, eine Ausbildung zum Viehhandelskaufmann sowie 1956 einen Lehrgang an der Viehhandelsfachschule Gut Mauern in Mauern.
1965 erweiterte Horst Müller das Unternehmen um ein neu errichtetes Schlachthaus in Weiler zwischen Pforzheim und Karlsruhe. Die Schlachttiere stammten zunächst vom elterlichen Viehhandelsunternehmen.
1970 errichtete Horst Müller einen Großschlachthof am heutigen Standort in Birkenfeld. In den folgenden Jahren und Jahrzehnten baute Horst Müller den Hauptstandort kontinuierlich aus. Das Unternehmen war zunächst auf die Schlachtung von Rindern spezialisiert, ab der Mitte der 1970er-Jahre wurden die Tiere auch vor Ort zerlegt.
Ab 1987 begann Müller Fleisch, auch am städtischen Schlacht- und Viehhof Ulm Schlachtungen durchzuführen und gründete 1992 die Ulmer Fleisch GmbH. 1999 übernahm das Unternehmen den Ulmer Schlachthof schließlich. Damit stieg Müller auch umfassend in die Schlachtung von Schweinen ein und baute den Standort zum größten Schweineschlachthof in Süddeutschland aus. Alleine von 2003 bis 2008 verdreifachte das Unternehmen die jährlichen Schweineschlachtungen dort von 300.000 auf 900.000.
2000 eröffnete Müller Fleisch einen Großverbrauchermarkt mit der Bezeichnung Fleischmarkt Donautal. 2003 übernahmen die Söhne Stefan und Martin Müller des Unternehmensgründers die Geschäftsführung.
2005 wurde der Firmensitz erneut um einem Erweiterungsbau ergänzt und es erfolgte der Einstieg in die Produktion von selbstbedienungsgerecht verpacktem Fleisch (SB-Fleisch) für den Einzelhandel (Discounter).
Im Juli 2007 entstand unter der Firmierung Bayreuther Fleisch GmbH ein Gemeinschaftsunternehmen von Müller Fleisch mit der Erzeugergemeinschaft Vieh- und Fleisch Franken. Die Schlachtung und Zerlegung erfolgt am Schlachthof in Bayreuth, der 2010 von der Stadt privatisiert und von Müller-Fleisch übernommen wurde. Mittlerweile gehört die Bayreuther Fleisch GmbH vollständig zur Müller-Gruppe.
2015 übernahm die Müller Gruppe einen kleinen Fleischzerlegungsbetrieb in Ingolstadt. Er wird als nicht selbstständige Betriebsstätte der Ulmer Fleisch GmbH mit der Firmenbezeichnung „Ingolstädter Fleisch“ geführt.
Zum 1. April 2025 führte die Müller Gruppe eine einheitliche Führungsstruktur über alle verbundenen Unternehmen und Standorte hinweg ein.

## Müller Gruppe
Müller Fleisch ist Teil des Unternehmensverbunds Müller Gruppe. Mit 101.892 Rinderschlachtung (Geschäftsjahr 2022/23) am Hauptsitz in Birkenfeld ist Müller Fleisch das größte und gleichzeitig namensgebendes Unternehmen der Gruppe. Daneben sind folgende Schlacht- und Zerlegebetriebe Teil der Müller Gruppe:

### Bayreuther Fleisch
Die Bayreuther Fleisch GmbH ist ein Tochterunternehmen der Müller Fleisch GmbH und hat seinen Sitz in Bayreuth. An dem Schlacht-Standort werden Rinder und Schweine geschlachtet. Im Geschäftsjahr 2022/23 belief sich die Anzahl der dort durchgeführten Rinderschlachtungen auf 73.526, das Schlachtvolumen von Schweinen beträgt ca. 140.000 Schweine pro Jahr.

### Ulmer Fleisch
Die Ulmer Fleisch GmbH ist ein eigenständiges Unternehmen mit Sitz in Ulm. Gesellschafter des Unternehmens sind die Horst Müller Beteiligungs-GmbH & Co. KG mit 40 Prozent der Anteile sowie mit jeweils 15 Prozent der Anteile die vier Kinder des Unternehmensgründers Stefan Müller, Martin Müller, Susanne Müller-Etzler und Desislava Görtz.
Am Schlachthof in Ulm schlachtet das Unternehmen Rinder, im Geschäftsjahr 2022/23 waren es insgesamt 92.332 Tiere.

### Süddeutsches Schweinefleischzentrum Ulm Donautal
Die Süddeutsches Schweinefleischzentrum Ulm Donautal GmbH (kurz SFZ Ulm GmbH) ist ein eigenständiges Unternehmen mit Sitz in Ulm. Gesellschafter des Unternehmens sind die Müller Fleisch GmbH sowie die Ulmer Fleisch GmbH mit jeweils 40,545 Prozent der Anteile und die Horst Müller Beteiligungs-GmbH & Co. KG mit 18,91 Prozent.
Am Schlachthof in Ulm schlachtet das Unternehmen Schweine, im Geschäftsjahr 2022/23 insgesamt 1.518.878 Schweine und 27.009 Muttersauen.

### Ingolstädter Fleisch
Ingolstädter Fleisch ist eine nicht selbstständige Betriebsstätte der Ulmer Fleisch GmbH in Ingolstadt. Am Schlachthof Ingolstadt schlachtet das Unternehmen Schweine und zerlegt Schweine sowie Rinder. Im Geschäftsjahr 2022/23 schlachtete das Unternehmen dort insgesamt 38.384 Schweine.

## Vertrieb
Vertrieben werden sowohl unzerlegte Schlachtkörper als auch zerlegte Teilstücke. Gut zwei Drittel der Produkte vermarktet die Müller-Gruppe innerhalb Deutschlands, während etwa ein Viertel innerhalb der Europäischen Union und fünf Prozent global exportiert werden, unter anderem nach China und Afrika.
In Deutschland beliefert die Gruppe fast alle Discounter, darunter Aldi Süd, Penny, Norma und Netto, sowie den Lebensmitteleinzelhandel, unter anderem tegut, Rewe, Edeka, Brandenburg und Metro. Außerdem gehört das Fleischerhandwerk und Fast-Food-Ketten wie McDonald’s und Burger King zu den Kunden. Daneben wird auch Direktvermarktung betrieben.

## Auszeichnungen
Bundeslandwirtschaftsminister Cem Özdemir verlieh Müller Fleisch 2024 den Bundesehrenpreis in Bronze in der Kategorie Großunternehmen der Deutschen Landwirtschafts-Gesellschaft.

## Kritik und Kontroversen

### Mangelhafte Arbeitsbedingungen
Das Unternehmen ist wiederholt aufgrund mangelhafter Arbeitsbedingungen in die Kritik geraten.
2013 kam Müller Fleisch in die Schlagzeilen, als ungarische Arbeiter vor den Werkstoren für ihren Lohn demonstrierten, nachdem ein Subunternehmer die Arbeiter nicht bezahlt hatte. Müller Fleisch wurde der Missbrauch von Werkverträgen vorgeworfen.
Im April 2020 entwickelte sich Müller Fleisch in Birkenfeld zum ersten Corona-Hotspot in der deutschen Fleischindustrie. Unter knapp 1200 Mitarbeitern wurden 399 positiv auf das SARS-CoV-2-Virus getestet, vor allem Werkvertragsarbeiter aus Osteuropa. Müller Fleisch wurde für den hohen Anteil an Werkvertragsarbeitern im Unternehmen sowie deren unwürdige Unterbringung kritisiert. Unter zunehmendem öffentlichen Druck führte die Bundesregierung in der Folge mit dem Arbeitsschutzkontrollgesetz ein Verbot für Werkverträge und Leiharbeit in der Schlachtung, Zerlegung und Fleischverarbeitung ein. Müller Fleisch gründete daraufhin das Tochterunternehmen Müller Fleisch L&S GmbH und übernahm mit diesem mehrere Hundert ehemalige ausländische Werkvertragsarbeiter.
Im September 2020 geriet das Unternehmen wegen umfassender Kamera-Überwachung der Beschäftigten in die Kritik. Nach Recherchen von Spiegel bestätigte das Unternehmen, dass etwa 60 Kameras in „produktionsnahen Bereichen“ installiert und „gelegentlich“ auch Mitarbeiter zu erkennen seien. Stefan Brink, zu dem Zeitpunkt Landesbeauftragter für den Datenschutz Baden-Württemberg , beurteilte es als rechtswiedrig, „wenn Mitarbeiter, wie es hier scheint, in erheblichem Umfang während der Arbeitszeit überwacht werden“. Müller Fleisch wies die Anschuldigungen zurück.

### Tierleid
Die Müller Gruppe wird regelmäßig von Tierschützern und Tierrechtlern kritisiert. Neben grundsätzlicher Kritik an der Schlachtung wird das Unternehmen dafür kritisiert, die Schweine vor der Schlachtung mittels CO2 zu betäuben. Im Jahr 2016 zeigte die Tierrechtsorganisation Peta das Süddeutsche Schweinefleischzentrum in Ulm an, da den Schweinen so erhebliche länger andauernde Leiden zugefügt würden. Das Unternehmen teilte mit, dass die CO2-Betäubung als gesetzlich zugelassenes Verfahren eingesetzt werde und diese richtig angewendet die beste Methode für den Tierschutz sei. Die Staatsanwaltschaft Ulm stellte das Verfahren 2017 ein.

### Umwelt- und Klimaschädigung
Das Unternehmen wurde wiederholt wegen Umweltschädidung kritisiert, unter anderem aufgrund von Lärm, Gestank und unerlaubter Abwassereinleitung. 2022 verurteilte das Amtsgericht Pforzheim die Geschäftsführer von Müller Fleisch zu einer Zahlung von 60.000 Euro, weil in Birkenfeld unberechtigt Abwasser in die Kanalisation geleitet wurde. Die Geschäftsführer ließen verlauten, dass sie künftig beabsichtigen, sich an die Vorgaben des Regierungspräsidiums, der Gemeinde Birkenfeld und der Stadt Pforzheim zu halten.
Kritiker werfen dem Unternehmen außerdem vor, seinen Beitrag zur Klimaerwärmung kleinzurechnen.

### Produktionsmängel
Der Müller Gruppe ist wiederholt wegen Produktionsmängeln in die Öffentlichkeit geraten. 2016 wurden im Rahmen einer routinemäßigen Kontrolle Glasscherben mit bis zu zwei Zentimetern Länge in frischem Fleisch gefunden, Ulmer Fleisch rief die Ware daraufhin zurück. 2024 stellten Lebensmittelkontrolleure unhygienische Bedingungen, darunter Grünalgen und Sporen, im Birkenfelder Betrieb fest.